# Přechodová balistika
Přechodová balistika je součást balistiky, která se zabývá fyzikálními jevy při střelbě od chvíle, kdy celá střela opustí hlaveň zbraně, až do okamžiku, kdy povýstřelové plyny přestanou střelu ovlivňovat.

## Princip
Poté, co střela opustí hlaveň, pokračuje expanze plynů vzniklých hořením výmetné náplně, Rychlost výtoku těchto plynů je po určitou dobu vyšší než je rychlost střely a proto tyto plyny stále ovlivňují střelu a to mimo jiné i tak, že zvyšují její rychlost. Experimentálně bylo zjištěno, že maximální rychlosti dosáhne střela ve vzdálenosti asi 20 ráží za koncem hlavně.

## Šíření tlakových vln při výstřelu
Plyny vytvořené výbuchovým hořením výmetné náplně expandují před ústím zbraně. Do okolí se šíří všemi směry vlnoplocha tvaru koule. Rychlost šíření této vlny je větší než rychlost zvuku a tato vlna je zdrojem zvuku slyšitelného jako výstřel. Tlaková vlna postupuje i proti pohybu vytékajících plynů. Při jejich složení těchto dvou pohybů může vznikat prostorově složitý tvar s názvem lahvovitá vlna. Velikost lahvovité vlnoplochy je závislá na rychlosti výtoku plynů z hlavně. Při zpomalování výtoku plynů se tato plocha zmenšuje až k zániku v ústí hlavně. Jedna z ploch, která tuto vlnu ohraničuje, se nazývá hlavňová vlnoplocha. Její základna se nazývá Machův disk.
Při výstřelu má výtok plynů dvě fáze. První fází je tak zvané primární pole vytvořené plyny, které se dostaly před střelu a také vzduchem obsaženým v hlavni. Hlavní, neboli sekundární tlakové pole vzniká po tom, co střela opustí hlaveň.

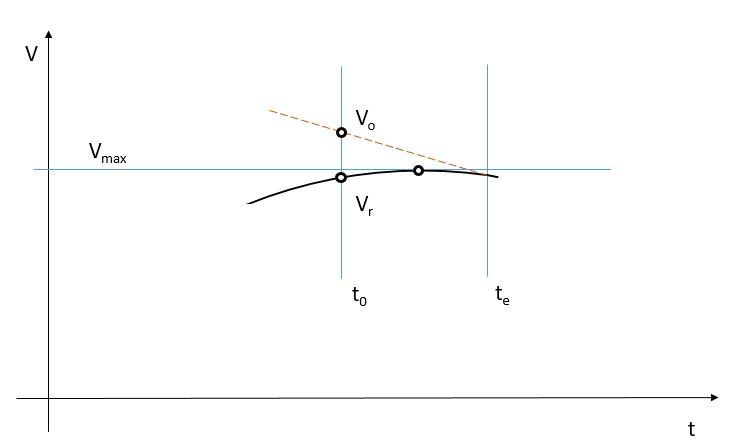
Princip výpočtu teoretické úsťové rychlosti

## Sloučení přechodové a vnější balistiky
V praxi je často působení přechodové balistiky zanedbáno, respektive je zahrnuto do vnější balistiky zjednodušujícím způsobem. Toto zjednodušení eliminuje vliv přechodové balistiky tak, že pro vnější balistiku stanoví namísto skutečné úsťové rychlosti jinou, tak zvanou teoretickou úsťovou rychlost střely. Rychlost střely je měřena ve vzdálenosti, ve které se očekává, že střela již není dále urychlována výtokem plynů z hlavně. Teoretická úsťová rychlost při opuštění hlavně je potom spočtena tak, jako by ke zrychlování střely po opuštění hlavně už nedocházelo. Je to tedy teoretická rychlost, jakou by střela musela opustit hlaveň, aby, neurychlovaná ději přechodové balistiky, dosáhla skutečně naměřené rychlosti střely v místě provedeného měření.
Popis veličin v obrázku:
- {\displaystyle v_{0}} - teoreticky spočtená úsťová rychlost střely
- {\displaystyle v_{max}} - maximální skutečná rychlost střely
- {\displaystyle v_{r}} - reálná rychlost střely na ústí hlavně
- {\displaystyle t_{0}} - okamžik kdy střela opustí hlaveň
- {\displaystyle t_{e}} - konec působení úsťových plynů na střelu

## Ukončení hlavně
Další vliv výtoku plynů spočívá v možném negativním ovlivnění přesnosti střely. Z toho vyplývají požadavky na geometrii ukončení hlavně zbraně. Někdy se na konci hlavně montují další doplňky pro eliminaci zdvihu zbraně, eliminaci zášlehu, kompenzaci zpětného rázu a další. I tyto doplňky ovlivňují děje přechodové balistiky.